# Oluchi Onweagba
Oluchi Onweagba-Orlandi (1 de agosto de 1980) es una modelo nigeriana.

## Vida y carrera
Onweagba creció en los suburbios de Lagos, Nigeria, con sus dos hermanos y hermanas. Es hija de funcionario y enfermera.

### Descubrimiento
A los diecisiete años, Onweagba fue aconsejada por un amigo de la familia que se presentara M-Net "Face of Africa" en las oficinas de la organización en Isla Victoria, Lagos. La agencia le ofreció ser una de las concursantes por Nigeria en la competición de 1998 (ahora llamado Nokia Face of Africa). A pesar de que, creciendo, no había tenido ninguna educación en cuanto a la moda y el modelaje. Con el apoyo de su familia y amigos, decidió competir. Fue el primer concurso que englobó al continente de África. Oluchi ganó la competición.

### Carrera
Después de trasladarse a Nueva York, donde todavía vive, comenzó a aparecer en editoriales para la Vogue estadounidense e italiana, Harper's Bazaar, Marie Claire, Allure, Nylon y W. Oluchi ha aparecido en las portadas de la Vogue italiana, Elle, i-D, Pop, Untold, y Surface.
Ha desfilado para Gucci, Carolina Herrera, John Galliano, Missoni, Tommy Hilfiger, Chanel, Bottega Veneta, Christian Dior, Alessandro Dell'Acqua, Jeremy Scott, Helmut Lang, Fendi, Anna Sui, Givenchy, Kenzo, Giorgio Armani, Céline, Nina Ricci, y Diane Von Furstenberg.
Ha aparecido en anuncios para Gianfranco Ferré, Lancôme, Ann Taylor, Clinique, Bergdorf Goodman, Nordstrom, Macy's, Banana Republic, Gap, Express, L'Oréal, Coca-Cola, como también para Victoria's Secret desfilando siete años consecutivos en el Victoria's Secret Fashion Show.
Ha trabajado para fotógrafos notables como Steven Meisel, Nick Knight, David LaChapelle, y Patrick Demarchelier.
Más allá del modelaje, Onweagba intenta ser un modelo a seguir para personas talentosas en Nigeria, especialmente chicas jóvenes. Ha concedido su imagen y tiempo a las ONGs como LEAP Africa y NIPRO. También ha estudiando en Universidad de Nueva York.
Después de que su contrato con Elite expirara, Onweagba firmó por DNA Model Management. Uno de sus logros en el modelaje fue aparecer en Sports Illustrated Swimsuit Issue cuatro veces, desde 2005 a 2008.
En 2008, lanzó una agencia de modelos en Sudáfrica, OModel Africa, con oficinas en Johannesburgo y Ciudad del Cabo. La ganadora de 2008 del M-Net Face of Africa, Kate Tachie-Menson, le fue concedido un contrato de modelaje de $50,000 por OModel Africa. En la actualidad es presentadora y juez en Africa's Next Top Model.